# Přírodní koupaliště v Darkovicích
Přírodní koupaliště v Darkovicích (nazývané také Sportovně rekreační areál Na Hrázi) je malý venkovní areál, který se nachází na bezejmenném přítoku říčky Bečvy v Darkovicích v okrese Opava v Moravskoslezském kraji.
V areálu se nachází především přírodní koupaliště (bazén + brouzdaliště pro děti), dětský koutek, 2 hřiště na plážový volejbal, sociální zařízení, občerstvení a malé parkoviště. Koupaliště se nabízí se jako vhodná a klidná alternativa velkých plováren na česko-polském pomezí. Vstup je zpoplatněný.

## Další informace
U areálu se nachází pramen Krasná studánka a nedaleko také vojenské bunkry z areálu československého vojenského opevnění Hlučín-Darkovičky.

## Galerie

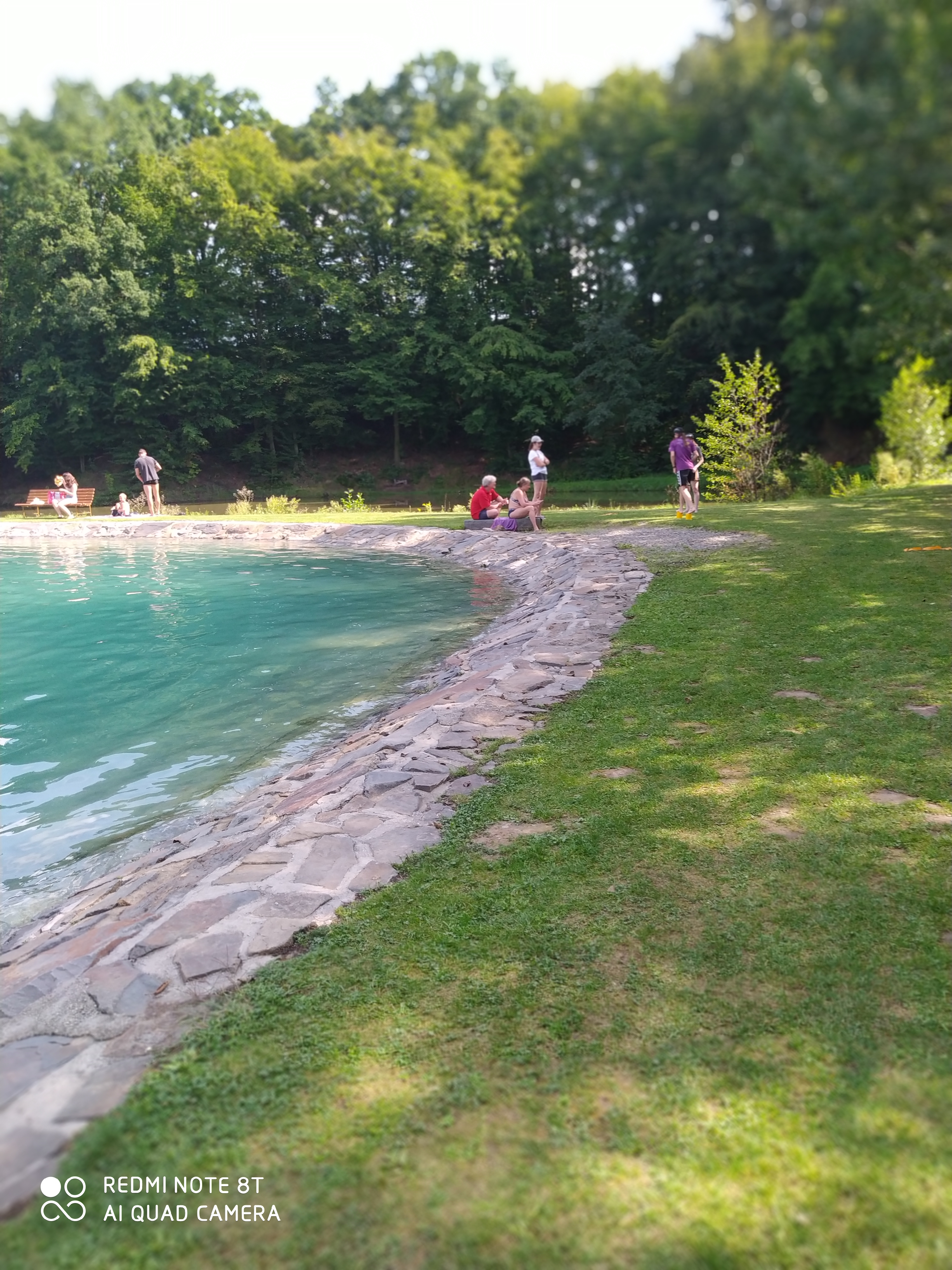
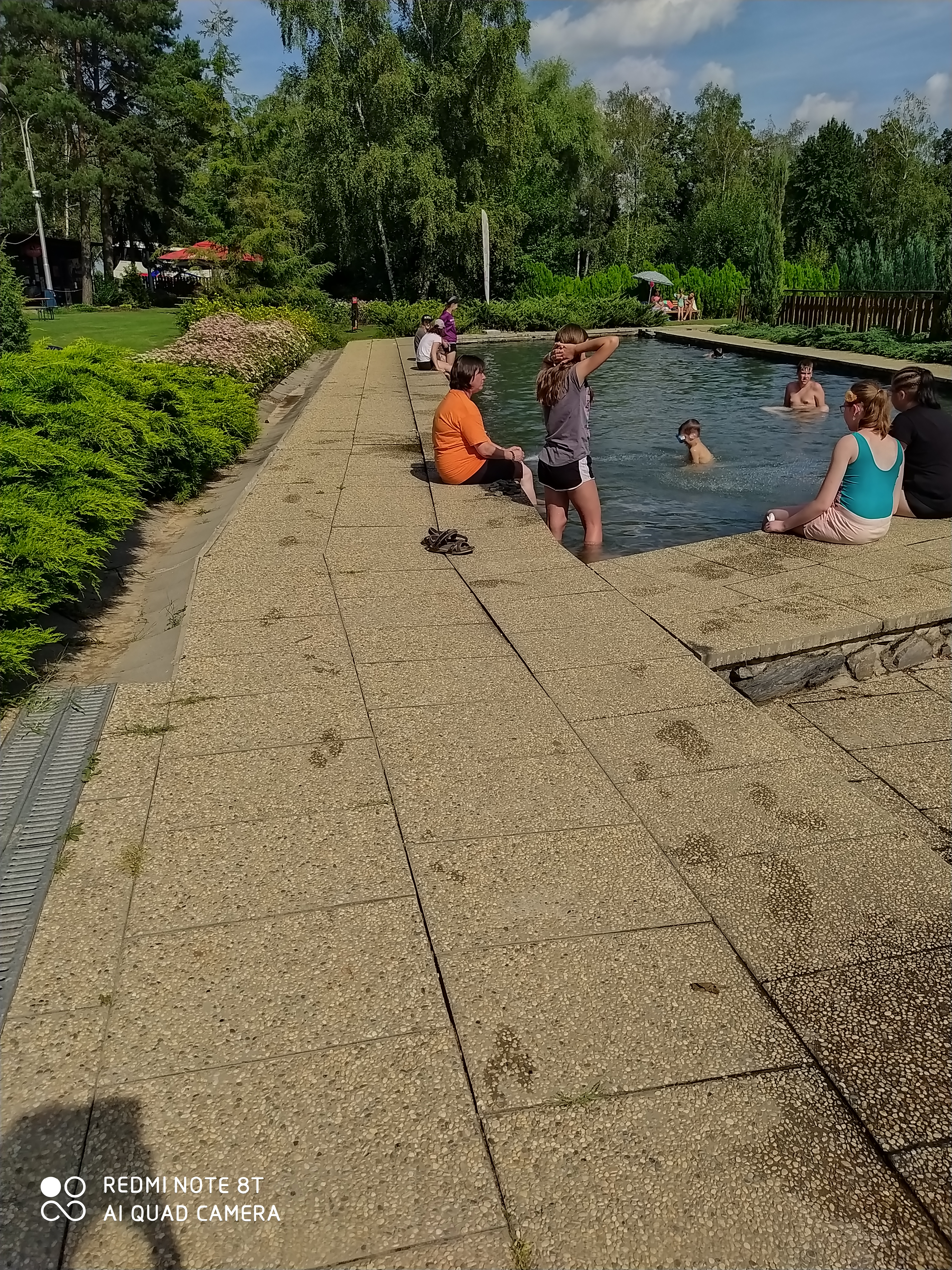
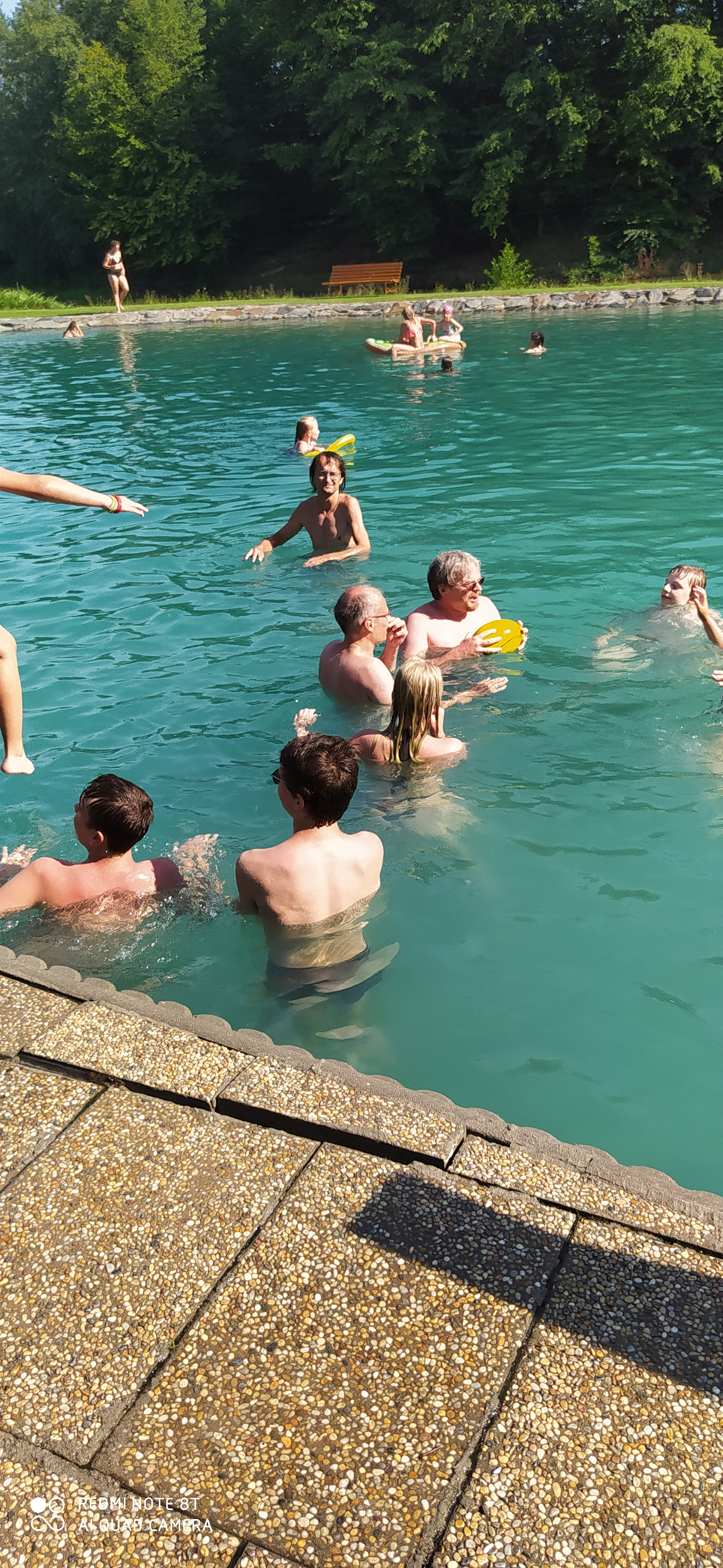
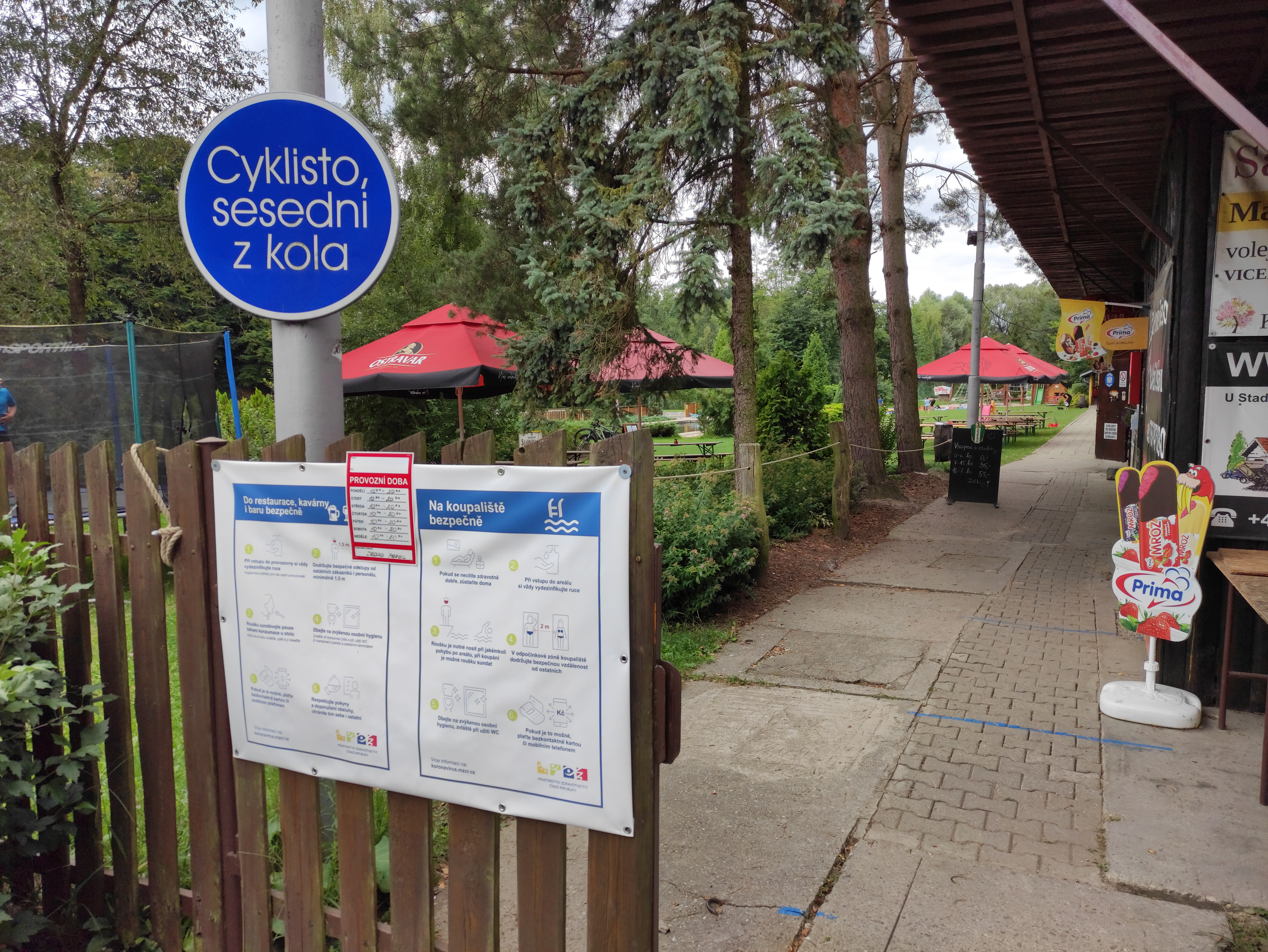
vstup na koupaliště